# إيزابيل ماكلولين
إيزابيل ماكلولين (بالإنجليزية: Isabel McLaughlin)‏ هي رسامة أمريكية، ولدت في 10 أكتوبر 1903، وتوفيت في 26 نوفمبر 2002.